# Leskia plana
Leskia plana är en tvåvingeart som först beskrevs av Walker 1853.  Leskia plana ingår i släktet Leskia och familjen parasitflugor. Inga underarter finns listade i Catalogue of Life.